# Prêmio Emmy Internacional de melhor série de comédia
O Emmy Internacional de Melhor Série de Comédia (em inglês: International Emmy Award for Best Comedy) é concedido pela Academia Internacional das Artes & Ciências Televisivas (IATAS) durante a cerimônia dos Prêmios Emmy Internacional. Esta categoria reconhece programas de televisão do gênero comédia que foram produzidos e inicialmente exibidos fora dos Estados Unidos.
Até 2022, o Reino Unido liderava com oito vitórias nesta categoria, seguido por Bélgica, Brasil e Israel, cada um com dois prêmios conquistados.

## Regras e regulamento
Pelas regras da Academia Internacional, o prêmio é concedido a programas que se dedicam principalmente ao humor por meio de diálogos roteirizados, como esquetes, comédias, sitcoms, paródias, stand-up, entre outros. O programa deve ter uma duração mínima de meia hora para ser televisionado com intervalos comerciais. No caso de uma dramédia, o aspecto cômico deve ser predominante. Se for uma série, apenas um episódio é elegível como representante.

## Vencedores e indicados
| Ano            | Vencedor                                   | Rede de televisão                                            | País           |
| Década de 2000 | Década de 2000                             | Década de 2000                                               | Década de 2000 |
| -------------- | ------------------------------------------ | ------------------------------------------------------------ | -------------- |
| 2003           | The Kumars at No. 42                       | BBC                                                          | Reino Unido    |
| 2003           | Alt und durchgeknallt                      | Brainpool TV                                                 | Alemanha       |
| 2003           | The Perfect Manual                         | TV Asahi                                                     | Japão          |
| 2003           | Lenny Henry in Pieces                      | BBC                                                          | Reino Unido    |
| 2004           | Berlin, Berlin                             | ARD                                                          | Alemanha       |
| 2004           | Corner Gas                                 | CTV Television Network                                       | Canadá         |
| 2004           | The Newsroom                               | CBC Television                                               | Canadá         |
| 2004           | Stokvel                                    | Penguin Films                                                | África do Sul  |
| 2005           | The Newsroom                               | CBC Television                                               | Canadá         |
| 2005           | Berlin, Berlin                             | ARD                                                          | Alemanha       |
| 2005           | Ohne Worte                                 | Sony Pictures/RTL Television                                 | Alemanha       |
| 2005           | Little Britain                             | BBC                                                          | Reino Unido    |
| 2006           | Little Britain                             | BBC                                                          | Reino Unido    |
| 2006           | Paare                                      | Sony Pictures/Arte                                           | Alemanha       |
| 2006           | Os Amadores                                | TV Globo                                                     | Brasil         |
| 2006           | The IT Crowd                               | Channel 4                                                    | Reino Unido    |
| 2007           | Little Britain Abroad                      | BBC                                                          | Reino Unido    |
| 2007           | Alle lieben Jimmy                          | RTL                                                          | Alemanha       |
| 2007           | Os Amadores                                | TV Globo                                                     | Brasil         |
| 2007           | NEO – Office Chuckles                      | NHK                                                          | Japão          |
| 2007           | Sorted                                     | SABC 3                                                       | South Africa   |
| 2008           | The IT Crowd                               | Channel 4                                                    | Reino Unido    |
| 2008           | Geile Zeit                                 | GmbH                                                         | Alemanha       |
| 2008           | Mi Problema con las Mujeres                | Frecuencia Latina                                            | Peru           |
| 2008           | NEO – Office Chuckles                      | NHK                                                          | Japão          |
| 2009           | Hoshi Shinichi’s Short Shorts              | NHK                                                          | Japão          |
| 2009           | Peter Kay’s Britain’s Got the Pop Factor   | Channel 4                                                    | Reino Unido    |
| 2009           | Ó Paí, Ó                                   | TV Globo                                                     | Brasil         |
| 2009           | Türkisch für Anfänger                      | ARD                                                          | Alemanha       |
| Década de 2010 |                                            |                                                              |                |
| 2010           | Traffic Light                              | Channel 2                                                    | Israel         |
| 2010           | Los Simuladores                            | Televisa                                                     | México         |
| 2010           | Peep Show                                  | Channel 4                                                    | Reino Unido    |
| 2010           | Talok Hok Chak                             | Workpoint Entertainment/Channel 5                            | Tailândia      |
| 2011           | Benidorm Bastards                          | 2BE                                                          | Bélgica        |
| 2011           | Separação?!                                | TV Globo                                                     | Brasil         |
| 2011           | Facejacker                                 | Channel 4                                                    | Reino Unido    |
| 2011           | The Noose (3º temporada)                   | MediaCorp                                                    | Singapura      |
| 2012           | A Mulher Invisível                         | TV Globo/Conspiração Filmes                                  | Brasil         |
| 2012           | Absolutely Fabulous                        | BBC                                                          | Reino Unido    |
| 2012           | Spy                                        | Sky1                                                         | Reino Unido    |
| 2012           | What if?                                   | 2BE                                                          | Bélgica        |
| 2013           | Moone Boy                                  | Sky1                                                         | Reino Unido    |
| 2013           | Late Nite News with Loyiso Gola            | eNews Channel Africa                                         | África do Sul  |
| 2013           | WorkinGirls                                | Canal Plus                                                   | França         |
| 2013           | Como Aproveitar o Fim do Mundo             | TV Globo                                                     | Brasil         |
| 2014           | Wat Als?                                   | 2BE                                                          | Bélgica        |
| 2014           | Please Like Me                             | Australian Broadcasting Corporation                          | Austrália      |
| 2014           | Late Nite News with Loyiso Gola            | eNews Channel Africa                                         | África do Sul  |
| 2014           | A Mulher do Prefeito                       | TV Globo                                                     | Brasil         |
| 2015           | Doce de Mãe                                | TV Globo/Casa Cine POA                                       | Brasil         |
| 2015           | Fais pas ci, fais pas ça                   | France 2                                                     | França         |
| 2015           | Familia en venta                           | Fox Telecolombia                                             | Colômbia       |
| 2015           | Sensitive Skin                             | HBO Canada                                                   | Canadá         |
| 2015           | ZANEWS (Puppet Nation ZA)                  | Both Worlds/Star1                                            | África do Sul  |
| 2016           | Hoff the Record                            | Me & You Productions                                         | Reino Unido    |
| 2016           | Dix pour cent                              | France Télévisions                                           | França         |
| 2016           | ZANEWS (Puppet Nation ZA)                  | Both Worlds/Star1                                            | África do Sul  |
| 2016           | Zorra                                      | TV Globo                                                     | Brasil         |
| 2017           | Alan Partridge's Scissored Isle            | KEO Films/BBC 2                                              | Reino Unido    |
| 2017           | Callboys                                   | Woestijnvis/FBO                                              | Bélgica        |
| 2017           | Rakugo The Movie                           | East Entertainment/NHK                                       | Japão          |
| 2017           | Tá no Ar: a TV na TV                       | TV Globo                                                     | Brasil         |
| 2018           | Nebsu                                      | Endemol Shine/Gesher' Fun/Avi Chai Fund                      | Israel         |
| 2018           | Club de Cuervos                            | Alazraki Films/Netflix                                       | México         |
| 2018           | Workin' Moms                               | Wolf + Rabbit Entertainment                                  | Canadá         |
| 2018           | El fin de la comedia                       | Comedy Central España                                        | Espanha        |
| 2019           | Se Beber, Não Ceie                         | Porta dos Fundos/Netflix                                     | Brasil         |
| 2019           | FAM!                                       | Oak 3 Films Pte Ltd                                          | Singapura      |
| 2019           | Kupa Rashit                                | July August Productions                                      | Israel         |
| 2019           | Workin' Moms                               | Wolf + Rabbit Entertainment/CBC                              | Canadá         |
| Década de 2020 |                                            |                                                              |                |
| 2020           | Ninguém Tá Olhando                         | Gullane Entretenimento/Netflix                               | Brasil         |
| 2020           | Four More Shots Please!                    | Pritish Nandy Communications                                 | Índia          |
| 2020           | Fifty                                      | Endemol Shine Israel/Yes                                     | Israel         |
| 2020           | Back to Life                               | Two Brothers Pictures/Showtime                               | Reino Unido    |
| 2021           | Dix pour cent                              | France Télévisions/Netflix                                   | França         |
| 2021           | Motherland: Especial de Natal              | Merman/Twofour/Lionsgate                                     | Reino Unido    |
| 2021           | Promesas de Campaña                        | TeleColombia/Claro Video                                     | Colômbia       |
| 2021           | Vir Das: For India                         | Weirdass Comedy/Netflix                                      | Índia          |
| 2022           | Sex Education                              | Netflix/Eleven Film                                          | Reino Unido    |
| 2022           | Búnker                                     | HBO Latin America/WarnerMedia                                | México         |
| 2022           | Dreaming Whilst Black                      | Big Deal Films                                               | Reino Unido    |
| 2022           | On The Verge                               | Canal+                                                       | França         |
| 2023           | Vir Das: Landing                           | Netflix/Weirdass Comedy/Rotten Science                       | Índia          |
| 2023           | Derry Girls                                | Hat Trick Productions                                        | Reino Unido    |
| 2023           | El encargado                               | Star+/Pegsa                                                  | Argentina      |
| 2023           | Le Flambeau, les aventuriers de Chupacabra | Entre 2 & 4/Making Prod                                      | França         |
| 2024           | División Palermo                           | &S Films/Netflix                                             | Argentina      |
| 2024           | Daily Dose of Sunshine                     | Film Monster/Netflix                                         | Coreia do Sul  |
| 2024           | Deadloch                                   | Amazon MGM Studios                                           | Austrália      |
| 2024           | HPI                                        | Itinéraire Prod./Septembre Prod./TF1/Pictanovo/Be-Films/RTBF | França         |

## Múltiplas vitórias
Por país
| Nº de vitórias | País        |
| -------------- | ----------- |
| 9              | Reino Unido |
| 4              | Brasil      |
| 2              | Bélgica     |
| 2              | Israel      |